# Herb Nowego Miasteczka
Herb Nowego Miasteczka – jeden z symboli miasta Nowe Miasteczko i gminy Nowe Miasteczko w postaci herbu, który nawiązuje do herbu umieszczonego na zachowanej pieczęci miejskiej z pierwszej połowy XVII wieku.

## Wygląd i symbolika
Herb w tarczy barwy czerwonej przedstawia blankowane mury miasta barwy białej z otwartą bramą, po bokach bramy dwie bezokienne blankowane wieże nakryte niebieskimi spadzistymi dachami. Ponad murem umieszczona tarcza herbowa barwy żółtej z orłem dolnośląskim. Nad tarczą krzyż barwy żółtej.
- Złoty krzyż jest śladem pozostawionym w herbie przez jezuitów do których Nowe Miasteczko należało przez ponad 100 lat[2].
- Orzeł dolnośląski symbolizuje przynależność do piastowskiego księstwa głogowskiego[2].